# GP Industria & Artigianato di Larciano 2022
53. ročník jednodenního cyklistického závodu GP Industria & Artigianato di Larciano se konal 27. března 2022 ve italském městě Larciano a okolí. Vítězem se stal Ital Diego Ulissi z týmu UAE Team Emirates. Na druhém a třetím místě se umístili Ital Alessandro Fedeli (Itálie) a Belgičan Xandro Meurisse (Alpecin–Fenix). Závod byl součástí UCI ProSeries 2022 na úrovni 1.Pro.

## Týmy
Závodu se zúčastnilo 4 z 18 UCI WorldTeamů, 8 UCI ProTeamů, 8 UCI Continental týmů a italský národní tým. Většina týmů přijela se sedmi závodníky kromě týmů Alpecin–Fenix, Arkéa–Samsic, General Store–Essegibi–Fratelli Curia, Trek–Segafredo a Work Service–Vitalcare–Vega se šesti jezdci, Astana Qazaqstan Team, Human Powered Health a UAE Team Emirates s pěti jezdci a Bardiani–CSF–Faizanè, Bora–Hansgrohe a Team Qhubeka se čtyřmi jezdci. 5 závodníků neodstartovalo, na start se tak postavilo 119 jezdců. Do cíle v Larcianu dojelo 54 z nich.
UCI WorldTeamy
- Astana Qazaqstan Team
- Bora–Hansgrohe
- Trek–Segafredo
- UAE Team Emirates

UCI ProTeamy
- Alpecin–Fenix
- Arkéa–Samsic
- Bardiani–CSF–Faizanè
- Bingal Pauwels Sauces WB
- Drone Hopper–Androni Giocattoli
- Eolo–Kometa
- Equipo Kern Pharma
- Human Powered Health

UCI Continental týmy
- Beltrami TSA–Tre Colli
- Biesse–Carrera
- General Store–Essegibi–Fratelli Curia
- Giotti Victoria–Savini Due
- MG.K vis Colors for Peace VPM
- Team Corratec
- Team Qhubeka
- Work Service–Vitalcare–Vega

Národní týmy
- Itálie

## Výsledky
| Pořadí | Jezdec                   | Tým                             | Čas        |
| ------ | ------------------------ | ------------------------------- | ---------- |
| 1      | Diego Ulissi (ITA)       | UAE Team Emirates               | 4h 31' 10" |
| 2      | Alessandro Fedeli (ITA)  | Itálie                          | + 0"       |
| 3      | Xandro Meurisse (BEL)    | Alpecin–Fenix                   | + 0"       |
| 4      | Natnael Tesfatsion (ERI) | Drone Hopper–Androni Giocattoli | + 0"       |
| 5      | Andrea Vendrame (ITA)    | Itálie                          | + 0"       |
| 6      | Maxime Bouet (FRA)       | Arkéa–Samsic                    | + 0"       |
| 7      | Tony Gallopin (FRA)      | Trek–Segafredo                  | + 0"       |
| 8      | Antonio Tiberi (ITA)     | Trek–Segafredo                  | + 0"       |
| 9      | Marc Hirschi (SUI)       | UAE Team Emirates               | + 0"       |
| 10     | Alessandro Verre (ITA)   | Arkéa–Samsic                    | + 0"       |